# Dirty Deeds Done Dirt Cheap
Dirty Deeds Done Dirt Cheap è il terzo album in studio del gruppo australiano AC/DC, pubblicato nel 1976.
L'album negli USA è stato pubblicato il 23 marzo 1981.

## Il disco
Dirty Deeds Done Dirt Cheap,  ovvero "lavori sporchi a basso prezzo", uscito nel settembre del 1976 in Australia ed Europa. Di Jailbreak è stato fatto anche un video (presente ora nella doppia raccolta DVD Family Jewels), in cui si vedono Bon Scott ed Angus Young travestiti da carcerati, inseguiti e trucidati da due spietati poliziotti (ossia Malcolm Young ed il bassista Evans).
Nel 1976 viene pubblicata anche la versione dell'album per il resto del mondo. La differenza tra le due versioni sta nella diversa grafica della copertina che nella versione per il resto del mondo è realizzata dallo studio Hipgnosis, e nella lista tracce: nella versione europea è inclusa Love At First Feel, che non compare in quella australiana, dove sono invece presenti Jailbreak ripubblicata nell'album in studio '74 Jailbreak contenente brani provenienti dai primi due album pubblicati in Australia e mai pubblicati nel resto del mondo, e R.I.P. (Rock In Peace) che si trova nel disco 1 del box set Backtracks pubblicato nel 2009 e contenente varie rarità live e studio della band.

## Tracce
Versione australiana
Testi e musiche di Bon Scott, Angus Young, Malcolm Young.
1. Dirty Deeds Done Dirt Cheap – 4:12
2. Ain't No Fun (Waiting Round to Be a Millionaire) – 7:28
3. There's Gonna Be Some Rockin' – 3:17
4. Problem Child – 5:24
5. Squealer – 5:33
6. Big Balls – 2:38
7. R.I.P. (Rock in Peace) – 3:33
8. Ride On – 5:49
9. Jailbreak – 4:40

Versione internazionale
Testi e musiche di Bon Scott, Angus Young, Malcolm Young.
1. Dirty Deeds Done Dirt Cheap – 3:46 – (diversa versione)
2. Love at First Feel – 3:05
3. Big Balls – 2:39
4. Rocker – 2:46
5. Problem Child – 5:43
6. There's Gonna Be Some Rockin' – 3:14
7. Ain't No Fun (Waiting Round to Be a Millionaire) – 6:57 – (diversa versione)
8. Ride On – 5:47
9. Squealer – 5:12

## Formazione
- Bon Scott - voce
- Angus Young - chitarra
- Malcolm Young - chitarra
- Mark Evans - basso
- Phil Rudd - batteria

## Curiosità
Nella canzone Dirty Deeds Done Dirt Cheap si sente un numero telefonico, per l'esattezza il 36 24 36, che apparteneva a una donna canadese. Stanca delle continue telefonate dal contenuto osceno (il numero coincide, espresso in pollici, con le misure 90-60-90 e il titolo della canzone tradotto significa "lavori sporchi a basso prezzo"), decise di denunciare la band.
Questo album ispira il nome dello Stand di Funny Valentine, antagonista principale della serializzazione di Steel Ball Run, scritta e disegnata da Hirohiko Araki.

## Classifiche
| Classifica (2022) | Posizione massima |
| ----------------- | ----------------- |
| Grecia            | 22                |